# Innoware
Innoware je společnost poskytující konzultace a poradenství z oblasti informačních a komunikačních technologií. Firmám pomáhá při zavádění informačního systému (implementace ERP) a nástrojů pro řízení projektů (project a portfolio management). Společnost poskytuje nástroje softwarové firmy Microsoft. Firma je na Ukrajině členem sdružení firem The Chamber of Commerce in Ukraine, což je obdoba české Hospodářské komory.

## Historie
Firma byla založena v roce 2001 na Ukrajině. Během několika let se stala přední poradenskou společností na ukrajinském trhu a stala se certifikovaným partnerem „Gold Certified“ společnosti Microsoft. Postupně rozšířila zastoupení do Ruska, Velké Británie a 23. června 2008 vstoupila na trh v České republice. Česká pobočka měla také sloužit ke koordinaci obchodních aktivit společnosti v rámci celé Evropy. Firma při svém vstupu na český trh oznámila, že se v první fázi zaměří na klienty z oblasti maloobchodních a velkoobchodních řetězců, profesionálních služeb, potravinářství, bankovnictví, distribuce a projektově zaměřené společnosti.
Celkově služby Innoware využilo 70 středních a velkých firem ze sedmi zemí světa. Mezi její klienty patří mimo jiné firmy UniCredit Bank, Deloitte & Touche, Zepter International, ADV Group Zeppelin, výrobci probetonu Aeroc International AS nebo Cili Pizza. Firma se také podílela na implementaci ve společnosti ОАО Zaporoz transformator, která je jednou z největších výrobců transformátorových zařízení na světě.

## Řešení firmy
Informační systémy
Innoware u zákazníků zavádí software na bázi Microsoft Dynamics NAV/ AX (dříve Navision a Axapta). Zavádění informačního systému u zákazníka probíhá podle metodiky IW URM (Unique Reliable Method).
Řízení projektů, programů a portfolia
Pro řízení projektů u zákazníků se využívá řešení založené na software Microsoft Office Project.